# Угрюмов, Иван Матвеевич
Ива́н Матве́евич Угрю́мов (Иван Матвеев) (16??—1707) — бомбардир, мастер-строитель, первый архитектор Летнего сада. Фонтанный мастер Петра I.

## Биография
Первые сведения об Иване Матвееве появились в «Юрнале» (журнале) бомбардирской роты бомбардира Петра Михайлова.
Мастеровой был упомянут вне капральств в списке роты от 1702 года.

### Летний сад
Автор первой переправы через Фонтанку в Санкт-Петербурге. Это была плотина в районе нынешнего Летнего сада, постройка которой в 1705 году обеспечила круглогодичную сухопутную связь Адмиралтейства, находящегося на острове Усадица, с материком.
Производил первые подготовительные работы в Летнем саду. Распланировал аллеи, устроил гаванец и поставил фонтаны, подготовил площадки для зданий и сооружений. Работал по прямым приказаниям Петра I.

### Первый Зимний дворец
В 1708 году начинается освоение участка в Немецкой слободе ― районе на левом берегу Невы, заселённом матросами, кораблестроителями и флотскими офицерами — под будущий Зимний дворец Петра I. Царь Пётр владел участком, примыкающим к двору корабельного мастера Феодосия Скляева, между Невой и Большой Немецкой улицей (на месте нынешнего Эрмитажного театра). В 1708 году здесь, в глубине участка, строятся небольшие деревянные «Маленькие хоромы Петра I» — небольшой одноэтажный дом с мезонином с высоким крыльцом и черепичной крышей. Здание, построенное «на голландский манер», располагалось на проходившей тогда примерно в середине квартала Верхней набережной. В 1716 году участок шагнул к северу, создаётся новая набережная, прорыт Зимнедомный канал. Сам же домик по приказу Петра в 1711 году был разобран и перевезён на Петровский остров.
Автором проекта «Маленьких хором Петра I» был Иван Матвеев, а строил дворец корабельный мастер Федосей Скляев, знакомый с Петром ещё по Потешному полку. Здание имело общую площадь около 300 м² (17 метров в длину и 17 в ширину), было перекрыто высокой кровлей, имело поперечный мезонин, его украшали нарядный портал, узкие пилястры и башенка со шпилем. Внутри стены были затянуты цветным сукном, в окна вставлены слюдяные пластины. В мезонине размещалась «модель-камора», где Пётр I составлял проекты своих кораблей и собственноручно изготавливал их модели.